# St. Peter und Paul (Soyen)

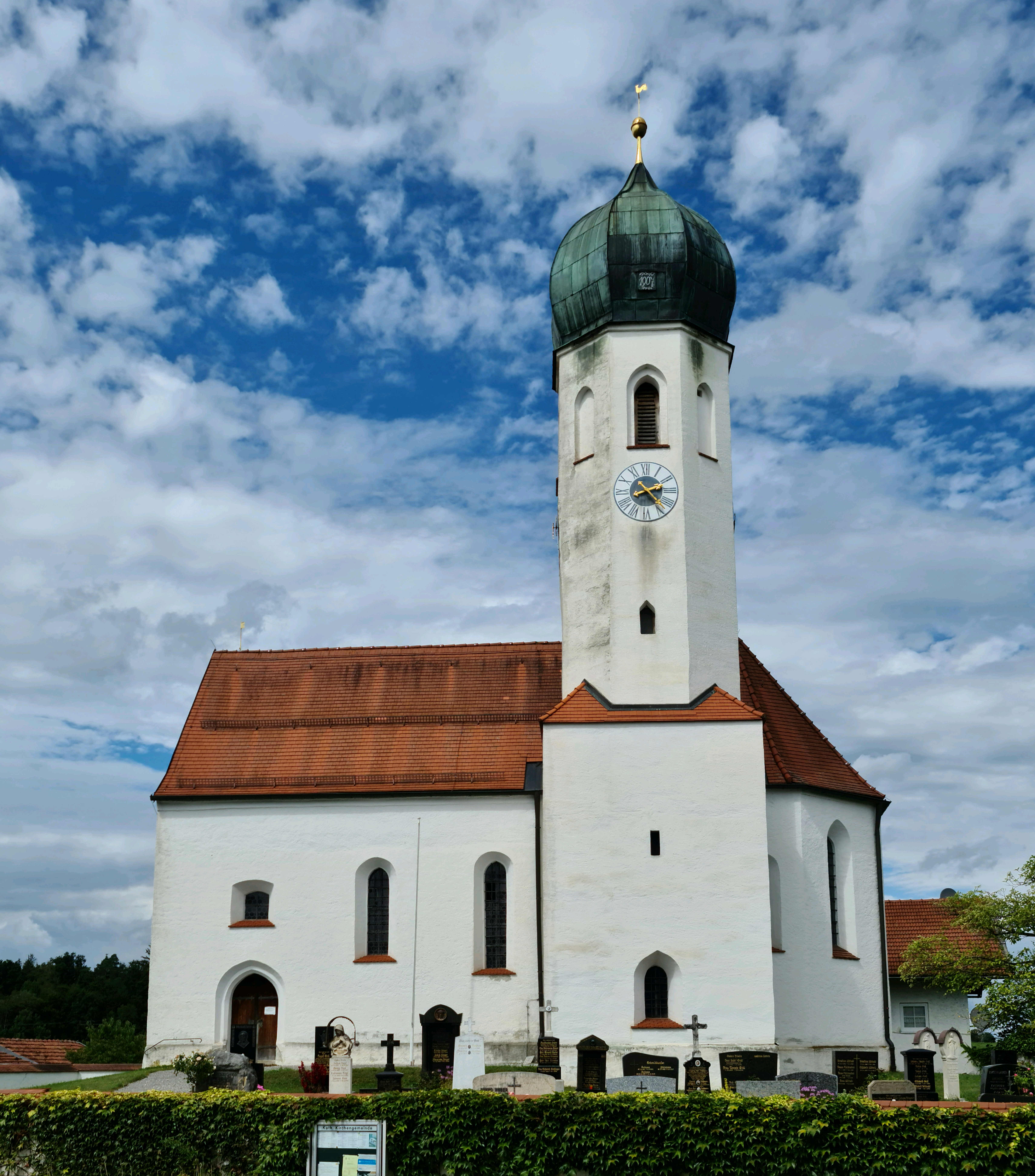
St. Peter und Paul in Soyen

Innenraum

Die römisch-katholische Pfarrkirche St. Peter und Paul steht in Soyen, einer Gemeinde im oberbayerischen Landkreis Rosenheim. Sie ist in der Liste der Baudenkmäler in Soyen als Baudenkmal unter der Nr. D-1-87-176-1 eingetragen. Die Kirche gehört zum Dekanat Rosenheim im Erzbistum München und Freising.

## Beschreibung
Die gotische Saalkirche wurde im 15. Jahrhundert erbaut. Sie besteht aus dem Langhaus zu drei Jochen, dem eingezogenen, dreiseitig geschlossenen Chor im Osten und dem Chorflankenturm auf quadratischem Grundriss an der Südwand des Chors. Der ältere untere Teil des Turms wurde im 17. Jahrhundert mit achteckigen Geschossen aufgestockt, die den Glockenstuhl und die Turmuhr enthalten, und mit einer Zwiebelhaube bedeckt.
Der Innenraum des Langhauses ist mit einem Netzgewölbe überspannt, der des Chors mit einem Sterngewölbe, das Erdgeschoss des Turms mit einem Kreuzgewölbe.
Der Hochaltar wurde um 1680 gebaut. Im Gemälde des Altarretabels ist die Übergabe der Schlüssel des Himmels an Simon Petrus dargestellt, entsprechend dem Matthäus-Evangelium, in dem Jesus sagt: „Ich werde dir die Schlüssel des Himmelreichs geben; was du auf Erden binden wirst, das wird im Himmel gebunden sein, und was du auf Erden lösen wirst, das wird im Himmel gelöst sein.“ (Mt 16,19 )
Die Orgel erbaute 1892 Franz Borgias Maerz.